# Ministère de la Santé publique, de la Population et des Affaires sociales
Le ministère de la Santé publique, de la Population et des Affaires sociales au Niger est le ministère nigérien responsable des politiques de santé publique des populations et des affaires sociales.

## Description

### Siège
Le ministère de la Santé publique, de la Population et des Affaires sociales  du Niger a son siège à Niamey.

### Attributions et missions
Ce département ministériel du gouvernement nigérien est chargé de la santé publique et des affaires sociales. Il met en œuvre de la politique de l’État en matière de santé publique et de bien-être des populations.
La principale mission du Ministère de la Santé Publique est la mise en d'un système de santé offrant des soins de qualité pour l’ensemble des populations du Niger.
Les services offerts sont assurés par un réseau d’établissements de soins. Ces établissements sont hiérarchisés en 3 niveaux.

### Ministres
Le ministre de la Santé publique, de la Population et des Affaires sociales du Niger est le médecin colonel major Garba Hakimi .